# Svantjärnarna (Vilhelmina socken, Lappland, 722788-150990)
Svantjärnarna är en sjö i Vilhelmina kommun i Lappland och ingår i Ångermanälvens huvudavrinningsområde.